# Castlevania Legends
Castlevania Legends är ett plattformspel utvecklat och utgivet av Konami till Game Boy 1998. Det är det tredje Castlevania-spelet till plattformen där berättelsen följer huvudpersonen Sonia Belmont som kämpar mot den första inkarnationen av Dracula. Spelet var en föregångare till alla tidigare spel som hade släppts inom Castlevania-serien vid tillfället, men blev senare erkänt som non-canon. Castlevania Legends första och enda återutgivning är i form av originalutgåvan inuti Nintendo Switch Onlines Game Boy-katalog som släpptes 2023.